# Liga ASOBAL de 2002–03
A Liga ASOBAL de 2002–2003 foi a 13º edição da Liga ASOBAL como primeira divisão do handebol espanhol. Com 16 equipes participantes o campeão foi o FC Barcelona Handbol.